# Louisa Johnson
Louisa Johnson, née le 11 janvier 1998 en Essex, Angleterre, est une chanteuse anglaise ayant remporté la douzième saison du télé-crochet britannique The X Factor en décembre 2015. Elle est la chanteuse du tube Tears (en) de Clean Bandit, qui est certifié platine en 2016.

## Parcours lors de The X Factor
| Parcours lors de The X Factor (2015) | Parcours lors de The X Factor (2015) | Parcours lors de The X Factor (2015) | Parcours lors de The X Factor (2015) |
| Show                                 | Chanson                              | Thème                                | Résultat                             |
| ------------------------------------ | ------------------------------------ | ------------------------------------ | ------------------------------------ |
| Auditions                            | Who's Lovin' You                     | NC                                   | Through to bootcamp                  |
| Bootcamp – challenge 1               | Proud Mary                           | NC                                   | Through to challenge 2               |
| Bootcamp – challenge 2               | Lay Me Down (en)                     | NC                                   | Through to six-chair challenge       |
| Six-chair challenge                  | And I Am Telling You I'm Not Going   | NC                                   | Through to judges' houses            |
| Judges' houses                       | Respect                              | NC                                   | Through to live shows                |
| Live show 1                          | God Only Knows                       | This Is Me                           | Safe                                 |
| Live show 2                          | Billie Jean                          | Reinvention                          | Safe                                 |
| Live show 3                          | Everybody's Free (To Feel Good)      | Movie week                           | Safe                                 |
| Live show 4                          | Let It Go (en)                       | Love & Heartbreak                    | Safe                                 |
| Live Show 5                          | Love Yourself                        | Jukebox                              | Safe                                 |
| Live Show 5                          | Jealous (en)                         | Judges' choice                       | Safe                                 |
| Semi-final                           | The Power of Love                    | Songs to get me to the final         | Safe                                 |
| Semi-final                           | It's a Man's Man's Man's World       | Songs to get me to the final         | Safe                                 |
| Final                                | I Believe I Can Fly                  | New song                             | Safe                                 |
| Final                                | And I Am Telling You (avec Rita Ora) | Celebrity duet                       | Safe                                 |
| Final                                | It's a Man's Man's Man's World       | Favourite performance                | Winner                               |
| Final                                | Forever Young                        | Winner's single                      | Winner                               |

## Discographie

### Singles

#### Artiste principale
| Titre                           | Année | Classement | Classement | Classement | Certifications | Album |
| Titre                           | Année | UK         | IRE        | SCO        | Certifications | Album |
| ------------------------------- | ----- | ---------- | ---------- | ---------- | -------------- | ----- |
| Forever Young                   | 2015  | 9          | 5          | 2          |                | NC    |
| So Good (en)                    | 2016  | 5          | 35         | 8          | - BPI: Gold    | NC    |
| Best Behaviour (en)             | 2017  | 48         | 50         | 33         | - BPI : Silver | NC    |
| Yes (featuring 2 Chainz)        | 2018  | 65         | 72         | 27         |                | NC    |
| Between You & Me (avec One Bit) | 2018  | —          | —          | —          |                | NC    |
| Ain't Got You (avec Steve Void) | 2019  | —          | —          | —          |                | NC    |
| Like I Love Me                  | 2020  | —          | —          | —          |                | NC    |

#### Comme artiste figurante
| Titre                                                         | Année | Classement | Classement | Classement | Classement | Classement | Classement | Classement | Classement | Classement | Certifications  | Album         |
| Titre                                                         | Année | UK         | BEL (FL)   | GER        | IRE        | NLD        | NZ         | SCO        | SWE        | US Dance   | Certifications  | Album         |
| ------------------------------------------------------------- | ----- | ---------- | ---------- | ---------- | ---------- | ---------- | ---------- | ---------- | ---------- | ---------- | --------------- | ------------- |
| Tears (en) (Clean Bandit featuring Louisa Johnson)            | 2016  | 5          | 74         | 95         | 21         | 36         | —          | 3          | 45         | 17         | - BPI: Platinum | What is Love? |
| Unpredictable (Olly Murs featuring Louisa Johnson)            | 2017  | 32         | —          | —          | 65         | —          | —          | 20         | —          | —          | - BPI: Gold     | 24 HRS        |
| 999 (Mars Moniz featuring Wusu & Louisa)                      | 2018  | —          | —          | —          | —          | —          | —          | —          | —          | —          |                 | NC            |
| Here We Go Again (Sigma featuring Louisa)                     | 2019  | 98         | —          | —          | —          | —          | —          | —          | —          | —          |                 | NC            |
| Ain't Thinkin Bout You (Kream & Eden Prince featuring Louisa) | 2019  | —          | —          | —          | —          | —          | —          | —          | —          | —          |                 | NC            |
| Always Be There (Jonas Blue featuring Louisa Johnson)         | 2022  | —          | —          | —          | —          | —          | —          | —          | —          | —          |                 |               |

## Tournées
- The X Factor Live Tour (2015)